# ʿAllāma
ʿAllāma (in arabo علاّمة‎?, talvolta anche allameh, allamah) è un titolo onorifico dato ai grandi studiosi della giurisprudenza islamica, della teologia e della filosofia islamica.
Questo titolo onorifico (che significa "sapientissimo") è usato sia dai sunniti, sia dagli sciiti.

## Elenco di alcuni ʿAllāma famosi

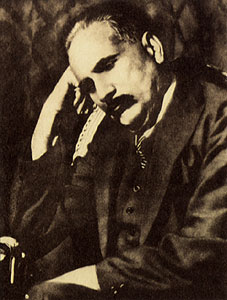
ʿAllāma Iqbal

In ogni generazione, ci sono solo pochi studiosi riconosciuti come ʿAllāma. Tra essi si ricorda il dotto sciita Jamāl al-Dīn Ḥasan b. Yūsuf al-Ḥillī (detto al-ʿAllāma al-Ḥillī) mentre in epoca contemporanea sono ricordati nel subcontinente indiano e in Malaysia:
- Muhammad Iqbal (poeta, avvocato e filosofo pakistano, laureato dall'Università di Cambridge)
- Delwar Hossain Sayeedi (uno degli ʿulamāʾ più importanti del mondo contemporaneo (uno dei pochi uomini autorizzati a entrare all'interno della Kaʿba), segretario dell'Associazione Islamica Bengalese e uno dei docenti famosi dell'Asia.)
- Azizul Haque (fu il primo ʿālim a tradurre il Sahih al-Bukhari in bengalese e fu il fondatore dell'Università Amia Rahmania Arabia)
- Kanthapuram A. P. Aboobacker Musalyar (scrittore indiano e uno degli studiosi più famosi del madhhab sciafeita)
- Shibli Noʿmani (ʿālim e scrittore indiano)
- Abdullah al-Maʾmun al-Suhrawardi (avvocato e accademico pakistano)
- Shah Ahmad Shafi (sceicco e leader dell'Hefajot-e Islam bengalese)
- Mulla Sadra (teologo pakistano)
- Saheb Qibla Fultali (esorcista pakistano)
- Tarek Manower (Imam e filosofo britannico di origine bengalese)
- Abdullah Alamin (filosofo e avvocato bengalese)
- Muhammad Husayn Tabatabaei (filosofo e ʿālim iraniano)
- Talib Jauhari (poeta e filosofo pakistano)
- Inayatullah Khan Mashriqi (matematico pakistano e fondatore del movimento dei Khaksar)
- Mawlana Abdul Gani (filosofo e Imam malese)
- Junayd Babunagari (filosofo e segretario dell'Hefajot-e Islam bengalese)
- Muhammad Yousuf Gabriel (scrittore, poeta e filosofo pakistano)